# Freedom (Neil Young)
Freedom is het zeventiende studioalbum van de Canadese singer-songwriter Neil Young. Op 2 oktober 1989 gaf Reprise Records het uit op cd en cassette. Enkele nummers op deze plaat (Don't cry, Eldorado en On Broadway) stonden ook op de ep Eldorado, die een half jaar eerder in Japan en Australië werd uitgegeven. 
Met het album bereikte Young de vijfendertigste plaats in de Amerikaanse hitlijst Billboard 200 en de achttiende plaats in de Nederlandse Album Top 100. Freedom begint en eindigt met een akoestische respectievelijk elektrische versie van een van Youngs bekendste nummers, Rockin' in the free world. Dit nummer is o.a. gecoverd door Pearl Jam, Bon Jovi en Simple Minds.
Neil Young heeft op dit album tevens een geheel eigen versie opgenomen van het nummer On Broadway, dat in de jaren 60 bekend is geworden door The Drifters en George Benson. 
In twee nummers van het album (Hangin' on a limb en The ways of love) zingt Linda Ronstadt mee als tweede stem.

## Tracklist
Alle muziek en teksten zijn geschreven door Neil Young, tenzij anders aangegeven. 
| Nr. | Titel                                                              | Duur |
| --- | ------------------------------------------------------------------ | ---- |
| 1.  | Rockin' in the free world (akoestisch)                             | 3:38 |
| 2.  | Crime in the city (Sixty to zero part I)                           | 8:45 |
| 3.  | Don't cry                                                          | 4:14 |
| 4.  | Hangin' on a limb                                                  | 4:18 |
| 5.  | Eldorado                                                           | 6:03 |
| 6.  | The ways of love                                                   | 4:29 |
| 7.  | Someday                                                            | 5:40 |
| 8.  | On Broadway (Barry Mann, Cynthia Weil, Jerry Leiber, Mike Stoller) | 4:57 |
| 9.  | Wrecking ball                                                      | 5:08 |
| 10. | No more                                                            | 6:03 |
| 11. | Too far gone                                                       | 2:47 |
| 12. | Rockin' in the free world (elektrisch)                             | 4:41 |

## Muzikanten
- Neil Young – zang, akoestische gitaar, elektrische gitaar, piano (track 9)
- Chad Cromwell – drums
- Rick "The Bass Player" Rosas – bas
- Frank "Poncho" Sampedro, gitaar op tracks 2, 5 (als "Poncho Villa"), 9 en 12; keyboards op 5 en 7; mandoline op 11; zang op 12
- Ben Keith – alt saxofoon op 2 en 7; pedaal steel gitaar op 2, 6, 11; keyboards op 10 en 12; zang op 11
- Linda Ronstadt – zang op 4 en 6
- Tony Marsico – bas op 10
- Steve Lawrence – tenor saxofoon op 2 en 7
- Larry Cragg – bariton saxofoon op 2 en 7
- Claude Cailliet – trombone op 2 en 7
- John Fumo – trompet op 2 en 7
- Tom Bray – trompet op 2 en 7